# Hilter am Teutoburger Wald
Hilter am Teutoburger Wald is een gemeente in de Duitse deelstaat Nedersaksen, gelegen in het Landkreis Osnabrück. De stad telt 10.429 inwoners. Naburige steden zijn onder andere Bad Essen, Bad Iburg en Bad Laer.

## Delen van de gemeente
- Hilter zelf (ca. 4.800 inwoners, incl. het gehucht Natrup)
- Borgloh, 8 km noordelijk, ca. 1.800 inwoners, aan de noordkant van het Teutoburger Woud
- Ebbendorf (ca. 750 inwoners) direct ten westen van Borgloh
- Hankenberge (ca. 700 inw.) ten westen van Wellendorf
- Wellendorf (ca. 1.600 inw.), 6 km  noordelijk van Hilter
- en de kleinere gehuchten Allendorf, Eppendorf en Uphöfen, die elk minder dan 300 inwoners hebben.

Inwonertal gebaseerd op cijfers uit 2011.

## Ligging, verkeer, vervoer
De plaats ligt, aan de zuidhellingen van het Teutoburger Woud, dicht bij afrit 11 (in Ortsteil Borgloh) en 12 (Hilter zelf) van de A33. Via de Bundesstraße B68 komt men vanuit Hilter in het 5 km oostelijker gelegen Dissen. Westwaarts leidt een 8 km lange weg naar Bad Iburg. Op 4 à 5 km afstand zuidwaarts, aan de andere kant van een 208 m hoge heuvel met de naam Kleiner Berg, ligt Bad Rothenfelde.
Hilter zelf en Ortsteil Wellendorf  hebben stations waar de stoptreinen Osnabrück - Bielefeld v.v. stoppen.
Enkele langeafstandswandel- en -fietsroutes lopen door de gemeente.

## Geschiedenis
De dorpen in de gemeente waren vanaf hun ontstaan in de 11e of 12e eeuw in het algemeen door de landbouw gekenmerkt en bleven meestal "buiten schot" tijdens grote historische gebeurtenissen.
In de 18e en 19e eeuw werd in Hilter steenkoolmijnbouw bedreven. Verder werd tot 1926 een ijzer (III)-hydroxide bevattend  mineraal, in het plaatselijk dialect Ocker genaamd, gedolven. Dit leverde gele en rode verfstoffen. 

## Economie
De belangrijkste industriële werkgever  is een tot een Amerikaans concern behorende margarinefabriek. Voor het overige is de landbouw de belangrijkste bedrijfstak. 

## Belangrijke personen in relatie tot de gemeente
In 1825 werd Heinrich Struck, de lijfarts van Otto von Bismarck, in Borgloh geboren.
Johann Heinrich Kemper (1832-1854), een van de laatste ter dood veroordeelden in Nederland kwam uit Borgloh.

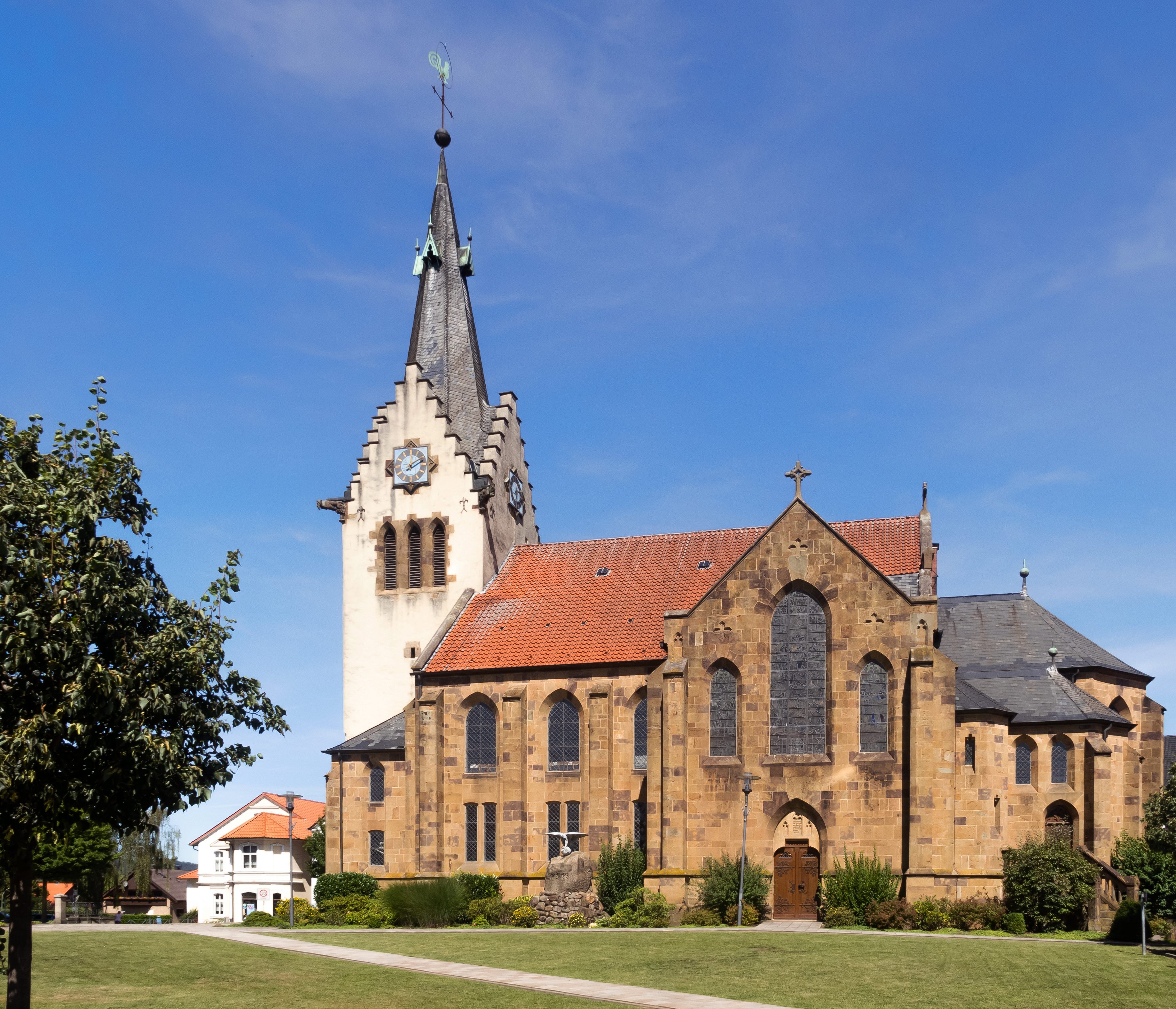
Hilter, Johannes de Doper-kerk
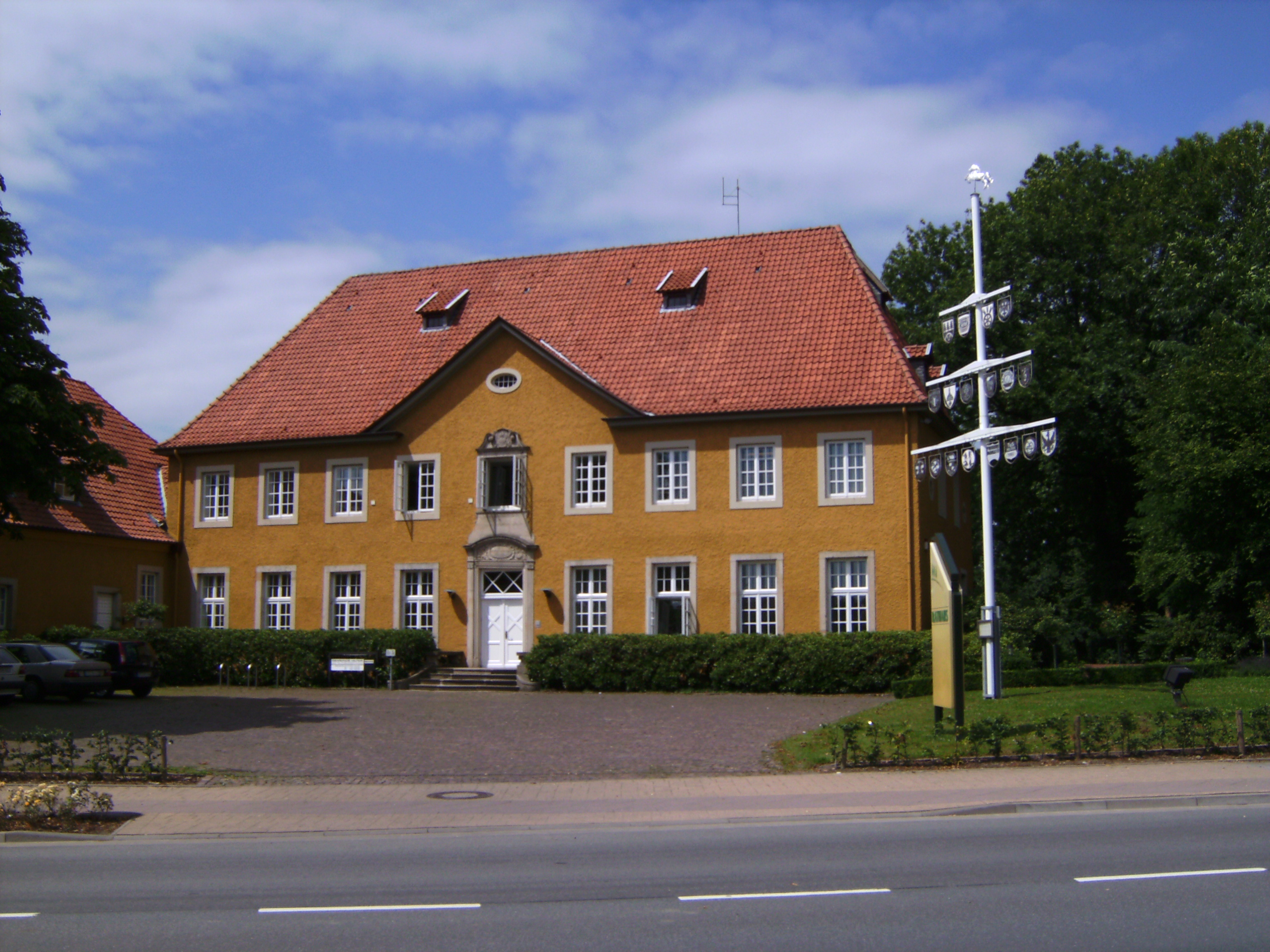
Hilter, gemeentehuis

- Gemeinsame Normdatei: 4332217-7
- MusicBrainz: 155b230e-23b0-4647-81f7-317a4d1276e7
- Virtual International Authority File: 243162372
- WorldCat: E39PBJqKbJmfHQPPh3HBqcxMT3

Alfhausen · 
Ankum · 
Bad Essen · 
Bad Iburg · 
Bad Laer · 
Bad Rothenfelde · 
Badbergen · 
Belm · 
Berge · 
Bersenbrück · 
Bippen · 
Bissendorf · 
Bohmte · 
Bramsche · 
Dissen am Teutoburger Wald · 
Eggermühlen · 
Fürstenau · 
Gehrde · 
Georgsmarienhütte · 
Glandorf · 
Hagen am Teutoburger Wald · 
Hasbergen · 
Hilter am Teutoburger Wald · 
Kettenkamp · 
Melle · 
Menslage · 
Merzen · 
Neuenkirchen · 
Nortrup · 
Ostercappeln · 
Quakenbrück · 
Rieste · 
Voltlage · 
Wallenhorst